# José González Ganoza
José Manuel González Ganoza (Lima, 10 luglio 1954 – Oceano Pacifico, 8 dicembre 1987) è stato un calciatore peruviano, di ruolo portiere.
È deceduto nell'incidente aereo noto come Disastro aereo dell'Alianza Lima dell'8 dicembre 1987.

## Carriera
Con la Nazionale peruviana prese parte al Mondiale 1982.

## Palmarès

### Club

#### Competizioni nazionali
- Campionato peruviano: 3

Alianza Lima: 1975, 1977, 1978